# Сёмаки (Луцкий район)
Сёмаки (укр. Сьомаки) — село в Луцкой городской общине Луцкого района Волынской области Украины.
Код КОАТУУ — 0722884303. Население по переписи 2001 года составляет 417 человек. Почтовый индекс — 45642. Телефонный код — 332. Занимает площадь 0,288 км².

## История
В 1946 году указом ПВС УССР село Седмярки переименовано в Сёмаки.